# Championnats du monde de ski nordique 1985

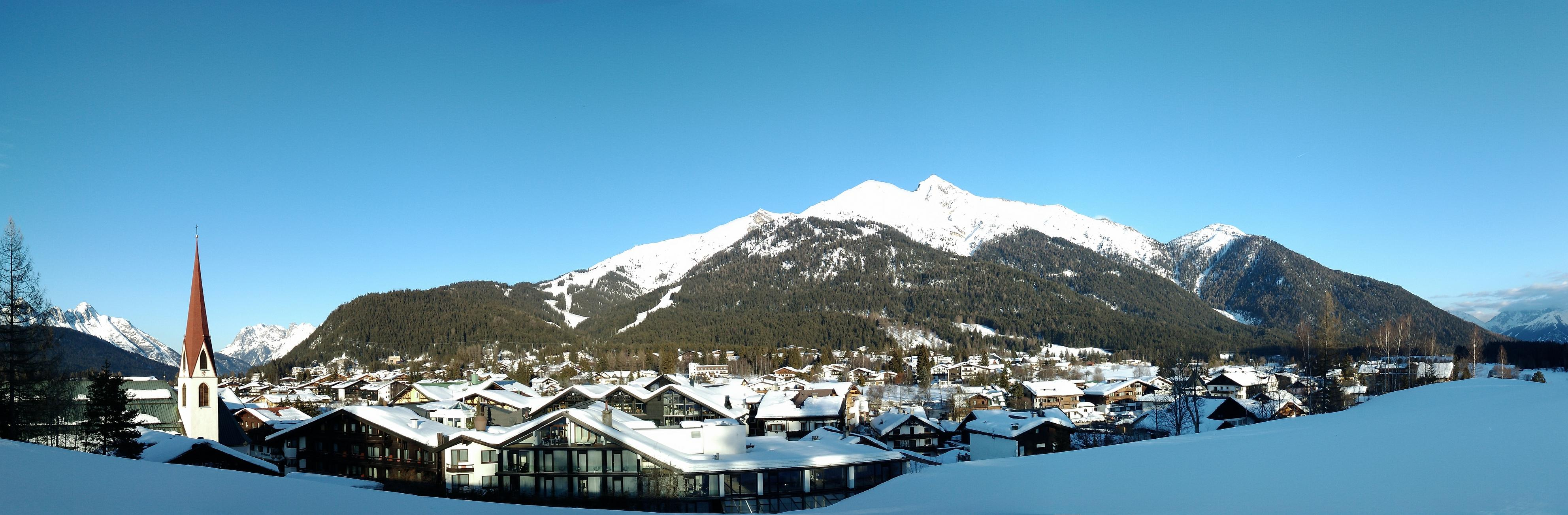
Seefeld

Championnats du monde de ski nordique. L'édition 1985 s'est déroulée à Seefeld (Autriche) du 17 janvier au 27 janvier.

## Palmarès

### Ski de fond

#### Hommes
| Épreuve                                     | Or                                                                     | Argent                                                                   | Bronze                                                        |
| 22 janvier : Ski de fond 15 km classique H  | Kari Härkönen                                                          | Thomas Wassberg                                                          | Maurilio de Zolt                                              |
| 18 janvier : Ski de fond 30 km classique H  | Gunde Svan                                                             | Ove Aunli                                                                | Harri Kirvesniemi                                             |
| 27 janvier : Ski de fond 50 km classique H  | Gunde Svan                                                             | Maurilio de Zolt                                                         | Ove Aunli                                                     |
| 24 janvier : Ski de fond relais 4 × 10 km H | Norvège Arild Monsen Pål Gunnar Mikkelsplass Tor Håkon Holte Ove Aunli | Italie Marco Albarello Giorgio Vanzetta Maurilio de Zolt Giuseppe Ploner | Suède Erik Östlund Thomas Wassberg Thomas Eriksson Gunde Svan |

#### Femmes
| Épreuve                                    | Or                                                                                   | Argent                                                             | Bronze                                                                    |
| 19 janvier : Ski de fond 10 km classique F | Anette Bøe                                                                           | Marja-Liisa Kirvesniemi                                            | Grete Ingeborg Nykkelmo                                                   |
| 21 janvier : Ski de fond 5 km classique F  | Anette Bøe                                                                           | Marja-Liisa Kirvesniemi                                            | Grete Ingeborg Nykkelmo                                                   |
| 26 janvier : Ski de fond 20 km classique F | Grete Ingeborg Nykkelmo                                                              | Britt Pettersen                                                    | Anette Bøe                                                                |
| 22 janvier : Ski de fond relais 4 × 5 km F | Union soviétique Tamara Tichonova Raisa Smetanina Lilia Vasiltchenko Anfisa Reztsova | Norvège Anette Bøe Anne Jahren Grete Ingeborg Nykkelmo Berit Aunli | Allemagne de l'Est Manuela Drescher Gaby Nestler Antje Misersky Ute Noack |

### Combiné nordique
| Épreuve                                   | Or                                                                 | Argent                                                 | Bronze                                                  |
| 18 janvier : Combiné nordique K90 / 15 km | Hermann Weinbuch                                                   | Geir Andersen                                          | Jouko Karjalainen                                       |
| 19 janvier : Combiné nordique par équipe  | Allemagne de l'Ouest Thomas Müller Hubert Schwarz Hermann Weinbuch | Norvège Geir Andersen Espen Andersen Hallstein Bøgseth | Finlande Jyri Pelkonen Jukka Ylipulli Jouko Karjalainen |

### Saut à ski
| Épreuve                            | Or                                                                   | Argent                                                              | Bronze                                                                         |
| 26 janvier : Saut à ski K90        | Jens Weißflog                                                        | Andreas Felder                                                      | Per Bergerud                                                                   |
| 20 janvier : Saut à ski K120       | Per Bergerud                                                         | Jari Puikkonen                                                      | Matti Nykänen                                                                  |
| 22 janvier : Saut à ski par équipe | Finlande Tuomo Ylipulli Pentti Kokkonen Matti Nykänen Jari Puikkonen | Autriche Andreas Felder Armin Kogler Günther Stranner Ernst Vettori | Allemagne de l'Est Frank Sauerbrey Manfred Deckert Klaus Ostwald Jens Weißflog |

## Récapitulatif des médailles par pays
| Rang | Nations              | Médaille d'or | Médaille d'argent | Médaille de bronze | Total |
| ---- | -------------------- | ------------- | ----------------- | ------------------ | ----- |
| 1    | Norvège              | 5             | 5                 | 5                  | 15    |
| 2    | Finlande             | 2             | 3                 | 4                  | 8     |
| 3    | Suède                | 2             | 1                 | 1                  | 4     |
| 4    | Allemagne de l'Ouest | 2             | -                 | -                  | 2     |
| 5    | Allemagne de l'Est   | 1             | -                 | 2                  | 3     |
| 6    | Union soviétique     | 1             | -                 | -                  | 1     |
| 7    | Italie               | -             | 2                 | 1                  | 3     |
| 8    | Autriche             | -             | 2                 | -                  | 2     |